# Signalement d'images pédopornographiques sur Wikimedia Commons
Le 7 avril 2010, Larry Sanger, cofondateur de Wikipédia, a envoyé une lettre au FBI déclarant que Wikimedia Commons hébergeait de la pornographie infantile, contrairement au titre 18 du Code des États-Unis . Ses accusations portaient sur des images des catégories « lolicon » et « pédophilie », cette dernière contenant des dessins explicites d'actes sexuels entre adultes et enfants de l'artiste français Martin van Maële (1863–1926).
Peu de temps après que Sanger ait publié la lettre en public, des critiques ont afflué de plusieurs sources. Cela allait des affirmations selon lesquelles il aurait qualifié à tort le lolicon de pornographie infantile à l'affirmation selon laquelle ses actions constituaient une attaque contre la Fondation Wikimedia, causée par son histoire avec Wikipédia et sa propre encyclopédie en ligne concurrente, Citizendium . Sanger a nié que la lettre était une tentative de saper Wikipédia, mais a confirmé qu'il s'agissait d'une tentative de forcer un changement de politique pour l'étiquetage ou l'élimination du contenu « adulte » sur Wikipédia .
La situation s’est aggravée lorsque Fox News a commencé à couvrir le problème. En réponse, Jimmy Wales, cofondateur de Wikipédia, et d'autres administrateurs ont commencé à supprimer des images en masse, Fox News rapportant qu'un nouveau changement de politique était en cours. Quelques jours plus tard, Jimmy Wales a volontairement renoncé à ses pouvoirs administratifs sur les Commons, sous les vives critiques de la communauté Wikimedia. Fox News a également été critiquée pour sa gestion du reportage, notamment pour avoir déformé la situation concernant l'auto-suppression des pouvoirs administratifs de Jimmy Wales, laissant la Fondation sans direction claire.

## Rapports
Le 7 avril 2010, Larry Sanger a envoyé une lettre au FBI, aux sénateurs et aux représentants des États-Unis, indiquant que Wikimedia Commons hébergeait de la pornographie infantile dans les catégories « lolicon » et « pédophilie ». Il a reconnu plus tard que le terme « pornographie infantile » pouvait être trompeur car pour beaucoup de gens, il désignait des images de vrais enfants et a déclaré qu'avec le recul, il aurait plutôt utilisé l'expression « représentations d'abus sexuels sur enfants ». Selon l'article 1466A(2)(A) du Titre 18 du Code des États-Unis, « les représentations visuelles obscènes d'abus sexuels sur enfants » peuvent être « une représentation visuelle de toute sorte, y compris un dessin, un dessin animé, une sculpture ou une peinture », et quiconque « produit, distribue, reçoit ou possède sciemment dans l'intention de distribuer une représentation visuelle » de ce type est passible de sanctions légales,. L'article 1466 stipule expressément : « L'existence réelle du mineur représenté n'est pas un élément requis d'une infraction au sens du présent article. »,
Les médias de la catégorie pédophilie de Wikimedia Commons comprennent des dessins graphiques d'abus sexuels sur enfants par l'illustrateur français Martin van Maele. L'opinion de Sanger était que le contenu violait l'article 1466A(2)(A), bien que la Fondation Wikimedia puisse soutenir que les médias étaient exemptés en vertu de l'article 1466A(2)(B), qui fait référence à une image ayant une « valeur littérale, artistique, politique ou scientifique sérieuse ». Sanger a fait référence à une discussion en ligne entre des technologues en éducation signalant que les logiciels de filtrage ne captaient pas les images, les rendant ainsi accessibles aux enfants dans les écoles, et a déclaré que cette discussion était ce qui lui avait fait prendre conscience du problème. Sanger a déclaré qu'il se sentait moralement et légalement obligé de signaler la présence de ces médias car les lois impliquaient qu'une fois informé de ce contenu, il fallait le faire sous peine de poursuites.

## Réponses de Wikimedia
Mike Godwin, avocat général de la Wikimedia Foundation, a rejeté les allégations de Sanger. Godwin a déclaré que Sanger a commis une erreur typique du profane en essayant d'invoquer le droit statutaire sans recherche adéquate, confondant plusieurs sections du Titre 18. L'article 1466A ne traite pas de la pornographie juvénile, mais de l'obscénité, tandis que la pornographie juvénile est abordée dans l'article 2252. Godwin a également défendu la Fondation en citant Miller v. California qui, selon The Register, souligne « l'importance des normes communautaires dans la définition de ce qui est qualifié d'obscénité ». Il a également souligné que les projets de la Fondation sont créés par des utilisateurs du Web et a cité l'article 230 de la loi sur la décence des communications – un élément pour lequel, selon lui, les lois fédérales américaines sur l'obscénité et la pornographie infantile prévoient une exception similaire.
Le porte-parole de Wikipédia, Jay Walsh, a déclaré que la Fondation ne détenait aucun média illégal et que tout média de ce type téléchargé par des bénévoles serait supprimé.

## Réponse de Sanger
Sanger, un libertaire et moraliste autoproclamé, a maintenu ses actions et a déclaré : « Prétendre qu'il est évident, même pour les libertariens, que nous avons le droit de publier de telles représentations est tout simplement faux à mon avis ». Il a déclaré à The Register : « Si je ne signalais pas cela – et cela fait des années que cela dure, apparemment – qui le ferait ? En tant que cofondateur du projet, j'estime avoir l'obligation personnelle de mettre un frein aux actes répréhensibles flagrants lorsque j'en suis témoin. Ou du moins d'essayer. Cela me dérange que quelque chose que j'ai contribué à lancer en soit arrivé là. »
Après le rapport, plusieurs allégations ont été formulées contre Sanger et reprises par des sites tels que Slashdot : il s'agirait d'une tentative de détruire la Fondation Wikimedia ; il y aurait eu un conflit d'intérêts dans ses reportages ; et il aurait mentionné ses propres sites Web dans la lettre, entre autres,,. En réponse à ses actions perçues comme une tentative de sa part de détruire la Fondation Wikimedia, Sanger a commenté que ce n'était pas vrai ; bien qu'il espérait qu'en rendant les choses publiques, la Fondation pourrait être persuadée de force d'éliminer ou d'étiqueter le contenu comme « adulte », afin que les logiciels de filtrage le détectent et que davantage d'écoles autorisent Wikipédia. En ce qui concerne les allégations selon lesquelles le reportage constituait un conflit d'intérêts, Sanger commente que, bien qu'il ait travaillé pour Wikipédia et qu'il dirige actuellement un site en concurrence avec celui-ci, le reportage a probablement fait plus de mal à sa carrière personnelle. Il soutient également qu’il était tenu par la loi de faire le rapport, même si la manière dont il a choisi de le faire ne l’était pas.
Sanger a également répondu à un commentaire spécifique sur Slashdot,

« Pourquoi se soucierait-on de voir quelqu'un se masturber devant l'image d'un enfant dessiné ? Si cela lui procure du plaisir et lui permet d'être un membre normal et productif de la société, tout va bien, ou du moins, tout devrait bien se passer : aucun enfant n'est jamais blessé et la personne a satisfait ses pulsions. »

— post anonyme selon Larry Sanger, Slashdot

Dans sa réponse, Sanger a déclaré qu'il avait trouvé le post effrayant et a dénigré la communauté pour avoir noté le commentaire comme « Score : 5, Intéressant ». Sanger a ensuite critiqué l'industrie en déclarant :

« Ce score élevé est effrayant, car il indique que l'un des secteurs industriels les plus influents aujourd'hui, le secteur geek qui contrôle le système de production médiatique le plus massif de l'histoire, ne porte aucun jugement sur quelqu'un qui avoue presque prendre son pied en se masturbant devant l'image d'un enfant dessiné. C'est cette attitude qui explique l'existence de la Catégorie : Pédophilie et de son contenu sur Wikimedia Commons. De telles personnes ne devraient pas dicter la politique du septième site web le plus populaire au monde. »

— Larry Sanger, Slashdot

## Purge d'images
Le 7 mai 2010, après que Fox News ait commencé à informer et à faire pression sur des dizaines d'entreprises faisant des dons à la Wikimedia Foundation, ils ont rapporté que la Wikimedia Foundation avait commencé à purger ses sites Web de milliers d'images pornographiques après que le cofondateur de la Wikimedia Foundation, Jimmy Wales, ait été contacté par plusieurs de ces donateurs,,. Fox News a également rapporté que, selon Wales, cela faisait partie des préparatifs d'une nouvelle politique concernant le contenu sexuellement explicite. Cependant, Wales a par la suite nié ce remaniement et affirmé que le journaliste ne l'avait jamais contacté.
La purge a conduit à des luttes dans toute la communauté Wikimedia. Les contributeurs se sont plaints que les suppressions étaient « antidémocratiques et effectuées trop rapidement » et pourraient entraîner la suppression accidentelle d'images ayant une valeur éducative légitime. Fox News a affirmé que la situation a rapidement « dégénéré en une guerre ouverte opposant les membres du conseil d'administration les uns aux autres, et les hauts dirigeants se sont affrontés aux administrateurs de niveau inférieur ». Cependant, la Fondation Wikimedia a répondu que, même si les discussions étaient devenues intenses, cela faisait partie du processus normal.
Le 9 mai 2010, Jimmy Wales a renoncé à certains privilèges du site en réponse aux protestations des contributeurs qui étaient en colère contre la suppression d'images sans consultation. Il ne peut plus supprimer de fichiers, retirer des administrateurs, attribuer des projets ou modifier du contenu protégé ; cependant, il est toujours en mesure de modifier en tant qu'utilisateur normal,,. Il avait précédemment demandé que ces images soient supprimées. Certaines des images que lui et d’autres administrateurs ont supprimées ont été restaurées car elles ont été jugées comme ayant une valeur éducative. Sa démission a été reprise par divers médias lorsque Fox News a cité une source affirmant que la suppression volontaire par Wales de ses pouvoirs administratifs avait créé un « chaos » sans personne clairement en charge,,. La Fondation a ensuite nié ces allégations et a publié une réponse sur son blog concernant le rôle du cofondateur Wales au sein de la Fondation Wikimedia. Ils ont clarifié sa position en tant que président émérite du conseil d'administration, notant qu'il y avait d'autres personnes dotées d'une autorité supérieure.

### Relations de Sanger avec Wikimedia
Sanger est l'un des cofondateurs de Wikipédia, mais a démissionné le 1er mars 2002. En septembre 2006, il a fondé Citizendium, un concurrent de Wikipédia. Bien que Sanger ait déclaré publiquement qu'il ne s'agissait pas d'une attaque contre Wikipédia, ni d'un moyen d'augmenter le lectorat de sa propre encyclopédie collaborative gratuite en ligne, il existe un niveau important de scepticisme quant au fait que Sanger ait agi sans malveillance,,. Sanger a eu un passé conflictuel avec Wikipédia depuis son départ,, y compris des critiques à l'encontre du cofondateur de Wikipédia, Jimmy Wales, et de la communauté Wikipédia : « La communauté avait été en grande partie envahie par des trolls. C'était un vrai problème, et Jimmy Wales a catégoriquement refusé de faire quoi que ce soit à ce sujet. »

### Critiques de la couverture de Fox News
Fox News a été critiquée pour sa gestion de ses reportages. Dans The Guardian, Godwin a critiqué le réseau, déclarant que les diffusions de Fox faisaient « partie de sa campagne d'autosatisfaction anti-pornographie sur Internet ' Techdirt les a également critiqués pour leur manque de transparence, déclarant : « Bien que Fox News mette en avant les références de Sanger à Wikipédia, ils omettent le fait qu'il travaille depuis des années sur un concurrent en faillite (ils mentionnent le nom de l'entreprise, mais pas qu'il s'agit d'un concurrent). Ils omettent également une grande partie de l'animosité entre Sanger et Wikipédia. » Fox News a également rapporté à tort que Wales occupait un poste plus élevé au sein de la Fondation Wikimedia et que son départ avait créé un vide de pouvoir,. Wales a déclaré que la journaliste de Fox News, Jana Winter, qui a écrit l'article sur la démission présumée, ne l'avait jamais contacté avant de publier l'article,.